# Rolf von Otter (estradör)
Rolf Erik Fredrik Salomon von Otter, född 8 maj 1930 på Västanå slott i Gränna landsförsamling, död 1 mars 2022 i Gränna distrikt i Jönköpings län, var en svensk friherre, krögare och estradör.
Rolf von Otter var son till fideikommissarie Rolf Gyllensvaan (1891–1967) och Ruth Blidberg (1899–1992) vilka på 1930-talet grundade hotell Gyllene Uttern med restaurang vid Vättern utanför Gränna. Rolf von Otter övertog denna rörelse 1957 och drev den fram till 1969. Gyllene Uttern var under flera årtionden en populär plats för vigslar. Under somrarna drev han sedan hotell på Västanå slott utanför Gränna. Faderns efternamn Gyllensvaan var avsett endast för innehavaren av fideikommisset Västanå varför sonen hade faderns födelseefternamn von Otter. Västanå upphörde som fideikomiss 1967.
Uppmuntrad av Torsten Tegnér uppträdde Rolf von Otter som Ernst Rolf-sångare från omkring 1970, runtom i landet och i såväl radio som TV. Som bondkomiker under namnet Erik i Krösatorpet uppträdde han med Skånska Lasse-visor. Han skrev också låten Granna Gränna och gav ut två skivor. Som revyskådespelare var han engagerad i Jönköpingsrevyn från 1973 till 1982 och var med och grundade Sällskapet Kommunalskratt. Han gjorde radioprogram för P4 Jönköping. Hans dokumentärfilm Tvårullatågen (1989) renderade Jönköpings kulturstipendium.